# چهارقاپی (قصر شیرین)
چهارقاپی بنایی به صورت چهارتاقی، مربوط به دوران ساسانی است و در قصرشیرین، در شمال این شهر واقع شده است. این اثر در تاریخ ۶ مهر ۱۳۸۴ با شمارهٔ ثبت ۱۳۴۰۶ به‌عنوان یکی از آثار ملی ایران به ثبت رسیده است.
چهارقاپی قصرشیرین به زمان پادشاهی خسرو دوم مربوط است. این بنا به کاخ فیروزآباد در استان فارس شباهت دارد که تقریباً چهار سده از آن کهن‌تر است.

## کاربری بنا
در رابطه با کاربری چهارتاقی‌ها هنوز توافق نظری وجود ندارد. از یک سو برخی این ساختمان‌ها را آتشکده به معنای آدریان دانسته‌اند. اما برخی دیگر در کاربری مذهبی آن‌ها تردید کرده و آن‌ها را صرفاً آتشگاه، به معنای مکانی غیرمقدس برای برداشتن آتش مورد نیاز در زندگی روزمره عنوان کرده‌اند. رضا مرادی غیاث آبادی از جمله کسانی است که برای چهارتاقی‌ها کاربری نجومی قائل شده‌اند.

## نگارخانه

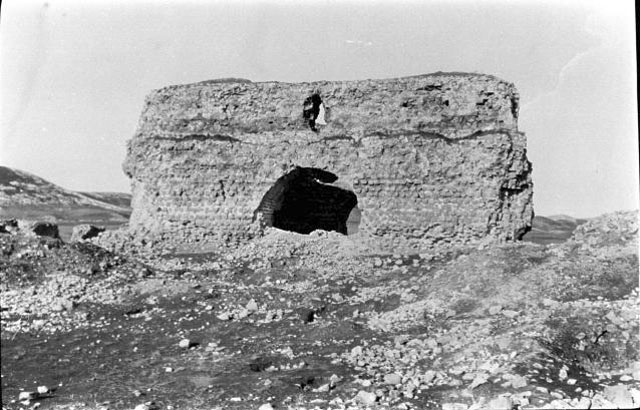
بنای تاریخی چهارقاپی در قصرشیرین، ۱۹۱۱ میلادی
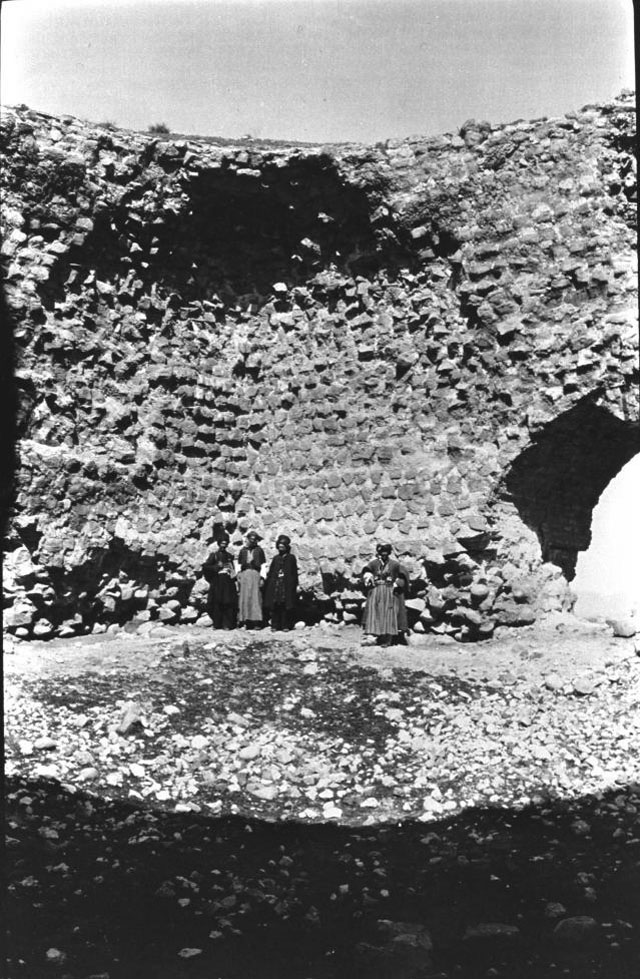
بنای تاریخی چهار قاپی در قصرشیرین، ۱۹۱۱ میلادی
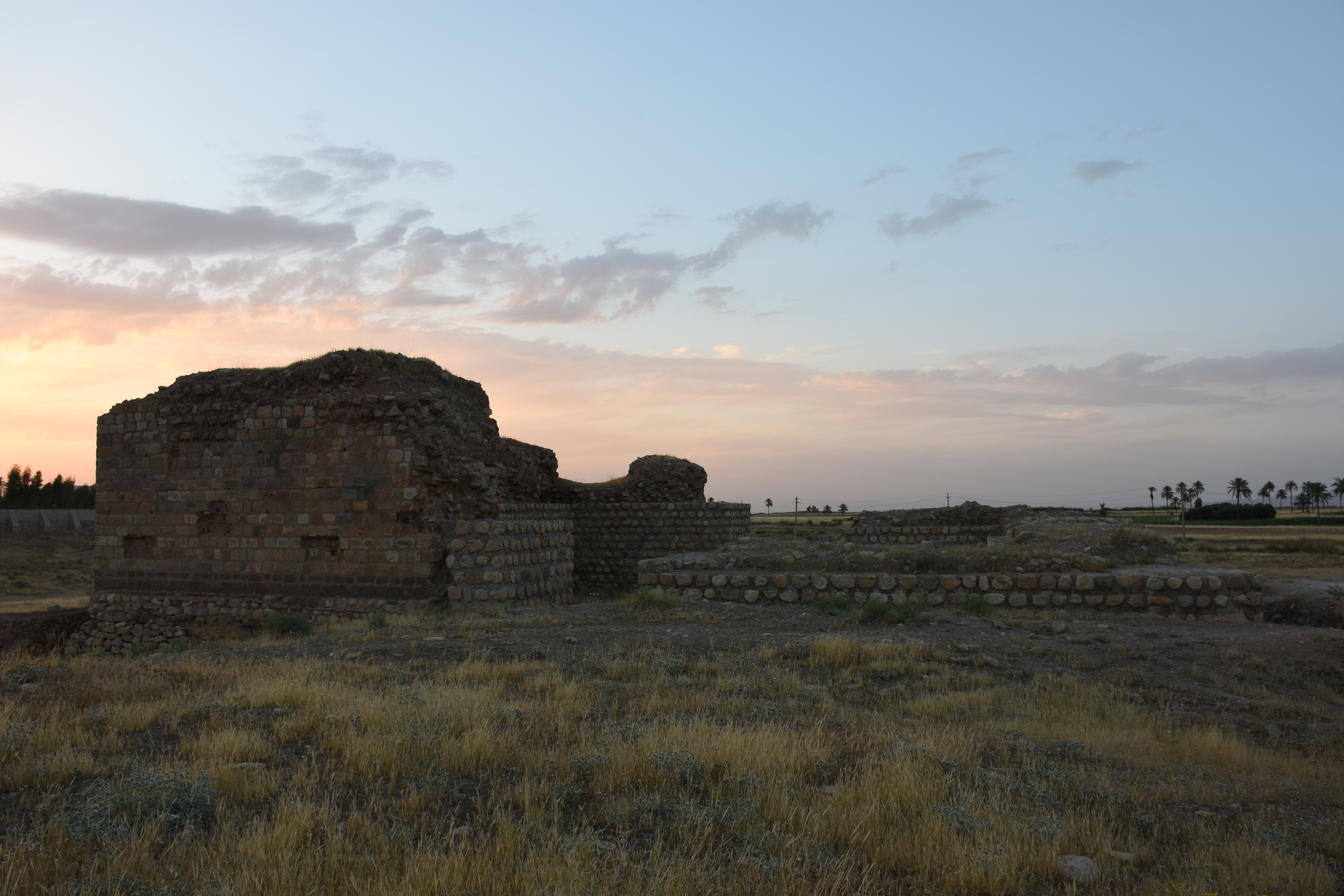
بنای چهارقاپی، ۲ خرداد ۱۳۹۶
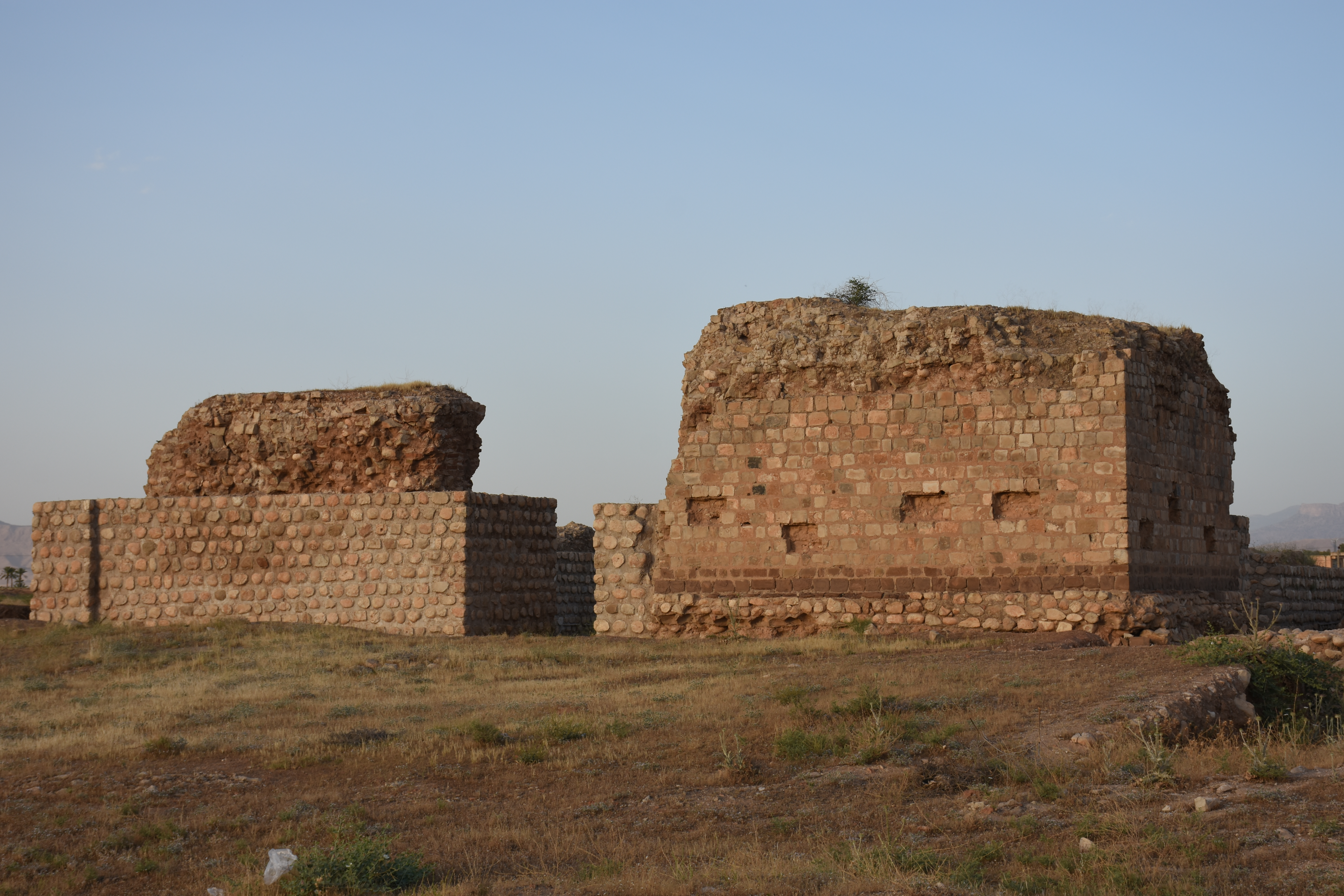
بنای چهارقاپی، ۲ خرداد ۱۳۹۶